# Черноморски регион (Турция)
Черноморският регион е един от седемте географски региони на Турция. Той получава името си от Черно море, на което се намира.
Граничи с регион Мармара на запад, регион Централен Анадол на юг, регион Източен Анадол на югоизток, Република Грузия на североизток и Черно море на север.

## Провинции
В региона има 18 провинции:
1. Карабюк – Западна Турция, без излаз на море.
2. Болу – Западна Турция, без излаз на Черно море.
3. Дюздже – Западна Турция, излаз на Черно море.
4. Зонгулдак – Западна Турция, излаз Черно море.
5. Бартън – Западна Турция, излаз на Черно море.
6. Чорум – Централна Турция, без излаз на море.
7. Амасая – Централна Турция, без излаз на море.
8. Токат – Централна Турция, без излаз на море.
9. Кастамону – Централна Турция, излаз на Черно море.
10. Синоп – Централна Турция, излаз на Черно море.
11. Самсун – Централна Турция, излаз на Черно море.
12. Орду – Централна Турция, излаз Черно море.
13. Гюмюшхане – Източна Турция, без излаз на море.
14. Байбурт – Източна Турция, без излаз на море.
15. Гиресун – Източна Турция, излаз на Черно море.
16. Трабзон – Източна Турция, излаз на Черно море.
17. Ризе – Източна Турция, излаз на Черно море.
18. Артвин – Източна Турция, излаз на Черно море, граничи с Армения.